# Bolíkovský potok
Bolíkovský potok na Dačicku je pravostranný přítok Moravské Dyje. Jeho oficiální název je Bolíkovský potok/Lipnický potok. Pramení jižně od obce Sumrakov v okrese Jindřichův Hradec. Odkud tok pokračuje jižním směrem, kde je zdrojem vody pro několik rybníků, největší z nich je rybník Chytrov v katastrálním území Brandlín, kde teče kousek od hlavního evropského rozvodí (Severního a Černého moře). 
Správce toku jsou Lesy ČR s.p. a spadá do povodí Moravy.
Jeho tok posilují pravostranné přítoky potoků Heřmanečského, Pstruhovového, Valtínovského, Radíkovského Peníkovského, Hvozdeckého a Mutišovského. U Louckého mlýna se vlévá do řeky Moravské Dyje jako její pravý přítok. 
Je veden jako pstruhová voda.

## Zajímavost
Do rybníka Vobrov na tomto potoce v katastrálním území Brandlín také přitéká přepad z Tříhrázného rybníka, který je přímo na hlavním evropském rozvodí, tzn. že Bolíkovský potok/Lipnický potok odvádí vodu do Černého moře a druhý přepad z Tříhrázného rybníka od Studenského potoka odvádí vodu do Severního moře.

## Mlýny
Na jeho toku je několik mlýnů, např. Klepákův v Brandlíně, Vlkův v Heřmanči, Šprinclův v Markvarci a Máchův v Cizkrajově.
- Illův mlýn – Cizkrajov, zanikl (bývalá kulturní památka)